# Докучаєвська вулиця
Докуча́євська вулиця — вулиця у Солом'янському районі міста Києва, місцевості Протасів яр, Батиєва гора. Пролягає від вулиці Романа Ратушного та Привітної вулиці до вулиці Протасів Яр.
Прилучається Городня вулиця та Докучаєвський провулок.

## Історія
Вулиця виникла в 1-й чверті XX століття, під назвою 2-га Городня (2-га Огородня). Сучасна назва — з 1955 року, на честь вченого Василя Докучаєва.